# Austrian International 1988
Die Austrian International 1988 fanden vom 22. bis zum 24. April 1988 in Pressbaum statt. Es war die 18. Austragung dieser offenen internationalen Meisterschaften von Österreich im Badminton.

## Sieger und Finalisten
| Disziplin    | Gold                            | Silber                        |
| ------------ | ------------------------------- | ----------------------------- |
| Herreneinzel | Claus Thomsen                   | Markus Keck                   |
| Dameneinzel  | Bożena Siemieniec               | Bożena Haracz                 |
| Herrendoppel | Stephan Kuhl Robert Neumann     | Jerzy Dołhan Jacek Hankiewicz |
| Damendoppel  | Bożena Haracz Bożena Siemieniec | Eva Lacinová Jitka Lacinová   |
| Mixed        | Jerzy Dołhan Bożena Haracz      | Markus Keck Diana Koleva      |

## Finalergebnisse
| Disziplin    | Sieger                          | Finalist                      | Ergebnis            |
| ------------ | ------------------------------- | ----------------------------- | ------------------- |
| Herreneinzel | Claus Thomsen                   | Markus Keck                   | 15–4, 15–6          |
| Dameneinzel  | Bożena Siemieniec               | Bożena Haracz                 | 2–11, 11–2, 11–4    |
| Herrendoppel | Stephan Kuhl Robert Neumann     | Jerzy Dołhan Jacek Hankiewicz | 13–18, 15–10, 17–16 |
| Damendoppel  | Bożena Haracz Bożena Siemieniec | Eva Lacinová Jitka Lacinová   | 15–1, 15–9          |
| Mixed        | Jerzy Dołhan Bożena Haracz      | Markus Keck Diana Koleva      | 15–8, 15–9          |